# Fadern

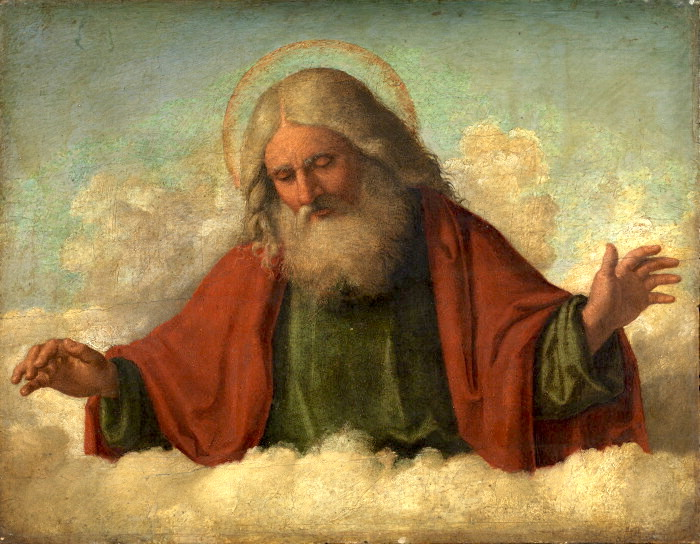
Gud fader, olja på kanvas tillskriven Giovanni Battista Cima.

Fadern är den första personen (hypostasen) i Gud eller i Treenigheten, enligt treenighetsläran, som är central för de flesta kristna kyrkor och samfund. De andra två är Sonen Jesus och Den Helige Ande.
Det var framför allt Jesus som använde namnet Fadern om Gud, till exempel i bönen Fader vår (Matteusevangeliet 6:9-13). Han ville på så sätt betona de kärleksfulla, innerliga och omsorgsfulla dragen hos Gud. Den allmänt accepterade kristna trosprincipen är att Jesus blev människa för att förklara vem Gud är, eftersom ingen någonsin sett Fadern (Johannesevangeliet 1:18). Enligt kristendomen får den troende vara Guds barn (Johannesevangeliet 1:12-13; Romarbrevet 8:14-17). 
Kristendomen förespråkar tron på en enda Gud (monoteism, Femte Mosebok 6:4), emedan en stor majoritet av de kristna håller för sant att det inom denne ende Gud tillika finns tre gudomliga "personer": Fadern, Sonen och den Helige Ande. Fadern anses vara alltings ursprung och källa och har funnits i all evighet. Sonen är "född av Fadern före all tid" (nicaenska trosbekännelsen). Sonen blev vid vår tideräknings början människan Jesus (Kristus). Anden "utgår av Fadern" enligt östkyrklig tradition, och "av Fadern och Sonen" enligt den västkyrkliga (nicaenska trosbekännelsen, se vidare filioque).
Faderns huvuduppgift var att skapa världen. Men allt de gudomliga personerna gör, gör de tillsammans med varandra. Sonen (Johannesevangeliet 1:1-3, 14; Kolosserbrevet 1:15-17; Hebreerbrevet 1:1-3) och Anden (1 Mosebok 1:2) tros därför ha varit delaktiga även i skapelsen. På samma sätt är Fadern delaktig i frälsningen och helgelsen, som är de två andra gudomliga personernas huvuduppgifter.